# Гасна турбина
Гасна турбина је ротациона машина коју покреће енергија тока гаса произведеног сагоревањем горива. На предњем крају гасне турбине се налази компресор а на задњем се налази турбина док се између налазе коморе за сагоревање.
Назив гасна турбина не подразумева да је гориво које користи гас, али може да буде. Гасна турбина се најчешће категорише као машина са унутрашњим сагоревањем а постоје и изведбе које спадају у категорију са спољашњим сагоревањем.

## Историја
Патент за гасну турбину каква се данас користи регистровао је Енглез, Сер Френк Витл 1930. године. Ток историје развоја гасне турбине:
- 1791. - први патент гасне турбине у Енглеској регистровао је Џон Барбер, али никада није направљен прототип.
- 1903. - Норвежанин Егидиус Елинг је направио прву гасну турбину која је била способна да произведе више енергије него што је било потребно за покретање њених сопствених елемената, снаге 11 KS. Његов рад је касније користио Френк Витл за своју турбину.
- 1904. - неуспешан пројекат, Франц Штолцера у Берлину (први аксијални компресор).
- 1906. - гасна турбина развијена у Француској (центрифугални компресор, није давала корисну снагу).
- 1910. - прва гасна турбина са сагоревањем са прекидима коју је развио Холцварт снаге 150 kW.
- 1913. - Никола Тесла је патентирао Теслину турбину чији рад се заснивао на ефекту граничних слојева струјања флуида.
- 1914. - непотпуни патент за гасну турбину коју је пријавио Чарлс Кертис.
- 1920. - др Грифит је развио практичну теорију која се могла применити на развоју турбина о протоку гаса преко аеродинамичког профила крила.
- 1923. - развијен је први турбо пуњач на издувне гасове за повећање снаге дизел-мотора.
- 1930. - Сер Френк Витл патентирао је своју турбину за млазни погон летелице, засновану на радовима ранијих истраживача. Први успешан тест изведен је 1937. године.
- 1934. - Раул Патерас де Пескара патентирао је машину са слободним клиповима - генератор гаса за гасну турбину.
- 1936. - Ханс фон Охаин и Макс Хан у Немачкој развили патент сличан Витловом.
- 1939. - прва гасна турбина произведена за погон генератора електричне струје произведена је Браун Бовли компанији у Нешателу, Швајцарска.

## Технички опис
Гасна турбина ради на принципу термодинамичког циклуса познатог као Брајтонов циклус. У овом циклусу, атмосферски ваздух се компримује - сабија, загрева у коморама за сагоревање, затим пролази експанзију у турбини, где захваљујући додатној енергији ослобођеној из сагорелог горива ослобађа више снаге него што је потребно за покретање компресора, односно за први део циклуса - компресију.
Снага произведена експанзијом гаса у турбини, а коју добрим делом троши компресор, пропорционална је апсолутној температури гаса који пролази кроз лопатице турбине. Због тога је најефикасније користити гасну турбину на највишим практично могућим температурама гаса на лопатицама турбине коју омогућују материјали и технологија унутрашњег хлађења лопатица турбине, а истовремено компресор треба да усисава ваздух што је могуће ниже температуре. Како је временом технологија материјала дозвољавала све више температуре на улазу у турбинско коло, постизан је све повољнији однос однос притиска ваздуха на излазу из компресора и температуре ваздуха на улазу у коморе за сагоревање.
Већи притисци и температуре директно утичу на већи коефицијент корисног дејства и већу специфичну снагу турбине (однос тежине турбине и излазне снаге). Због тога је општи тренд развоја гасних турбина стално усмерен на комбинацију што виших температура и притисака. Међутим, то поскупљује производњу, али доноси и већу економску корист код коришћења турбине. Савремене индустријске турбине имају избалансиран однос између перформанси и цене који даје максимално економичну машину са аспекта како произвођача, тако и корисника.
Издувни гасови гасне турбине имају врло високе температуре, 450 до 5500 степени, а код најновијих модела и преко 6500 степени. Тако високе температуре допуштају утилизациону употребу издувних гасова - у утилизационим котловима за производњу водене паре, која се даље користи за погон парне турбине, као на следећој слици, или за загрејавање горива или воде за технолошке потребе.
Овај систем - комбинација гасне и утилизационе парне турбине врло често се примењује, чиме се повећава економичност постројења.
Механички посматрано, гасна турбина је мање комплексан уређај од клипних мотора са унутрашњим сагоревањем. Једноставнији модели гасних турбина имају само један покретни део: осовину, на којој се налазе компресор и турбина (овде није разматран систем за напајање турбине горивом као ни уређаји за пренос снаге са турбине на погоњени уређај). Међутим, потребна прецизност израде делова и коришћење легура отпорних на високе температуре које су неопходне за постизање високе ефикасности, често чине производњу гасних турбина, чак и једноставнијих модела, компликованијом од производње клипних мотора са унутрашњим сагоревањем.